# Dick Meredith
Richard Otis „Dick“ Meredith (* 22. Dezember 1932 in South Bend, Indiana; † 6. Februar 2025) war ein US-amerikanischer Eishockeyspieler. Bei den Olympischen Winterspielen 1960 gewann er als Mitglied der US-amerikanischen Nationalmannschaft die Goldmedaille. Sein jüngerer Bruder Wayne Meredith war ebenfalls Olympiateilnehmer im Eishockey.   

## Karriere
Dick Meredith begann seine Karriere als Eishockeyspieler an der University of Minnesota, die er von 1951 bis 1955 besuchte, während er parallel für deren Eishockeymannschaft in der National Collegiate Athletic Association spielte. Anschließend verbrachte der Angreifer ein Jahr beim Team USA bei dessen Olympiavorbereitung. In der Saison 1956/57 spielte er für die Amateurmannschaft Minneapolis Bungalows, ehe er weitere drei Jahre bei der Olympiavorbereitung von Team USA verbrachte. Von 1960 bis 1963 stand er für die  Minneapolis Millers in der professionellen International Hockey League auf dem Eis. Zwischen 1961 und 1963 trat er zudem für die Amateurmannschaften Minneapolis Rebels und St. Paul Steers auf. Anschließend beendete er seine Karriere im Alter von 30 Jahren.   

### International
Für die USA nahm Meredith an den Olympischen Winterspielen 1956 in Cortina d’Ampezzo und 1960 in Squaw Valley teil. Bei den Winterspielen 1956 gewann er mit seiner Mannschaft die Silber-, bei den Winterspielen 1960 die Goldmedaille. Zudem stand er im Aufgebot seines Landes bei den Weltmeisterschaften 1958 und 1959.

## Erfolge und Auszeichnungen
- 1956 Silbermedaille bei den Olympischen Winterspielen
- 1960 Goldmedaille bei den Olympischen Winterspielen